# Тумбага

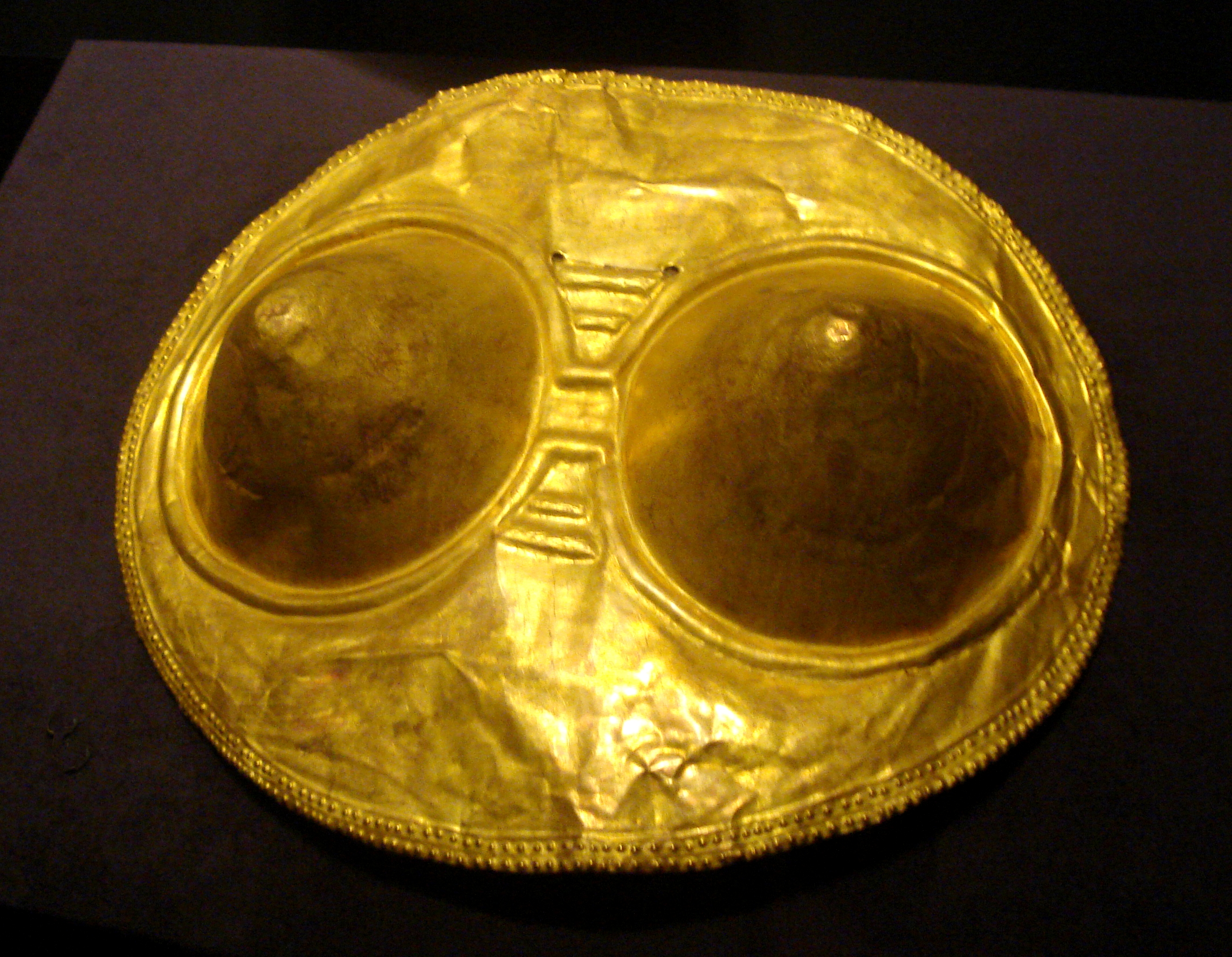
Пектораль з тумбаги (культура Кімбая).

Тумбага — сплав золота й міді, який широко використовували в доколумбівських культурах Південної та Центральної Америки. Назву сплаву дали іспанці, своєю чергою запозичивши її з малайської мови («тамбаґа» означає «мідь»). Температура плавлення тумбаги — близько 853°C, що набагато менше, ніж міді (1084 °C) і золота (1063 °C). Твердість значно вища, ніж у міді, а в деяких різновидів цього сплаву вона наближалася до показників бронзи та заліза, причому сплав зберігав ковкість. Вироби з тумбаги часто обробляли кислотами: на поверхні роз'їдалася мідь і залишався тоненький шар з майже чистого золота. Тумбага не мала певного усталеного складу — трапляються речі в яких до 97% золота і, навпаки, до 97% міді. Зазвичай переважала мідь, однак і частка золота була помітною. У цьому сплаві траплялися домішки інших металів — передусім срібла, яке іноді своєю часткою переважало золото.
Судячи з археологічних знахідок, тумбагу винайдено в Колумбії, а звідти ця технологія поширилася на північ до Центральної Америки та на схід — до Амазонії і на Кариби. У час, коли іспанці відкрили Америку, тумбага була широковживана на величезних обширах континенту. На Карибах, в Гаяні та Панамі, в Амазонії цей сплав знали як «караколі» і використовували переважно для виготовлення культових речей та прикрас. Іспанці скоро з'ясували, що тумбага, хоч і блищить, але не є чистим золотом, і називали її «фальшивим золотом». Вважається, що саме широковживані вироби з тумбаги породили легенду про країну золота Ельдорадо — El Dorado.